# Isla Staten (islas Aleutianas)
Staten (en aleutiano: Iluugix Tanax) es una pequeña isla deshabitada del grupo de las islas Andreanof, del archipiélago de las Aleutianas que pertenece al estado de Alaska (Estados Unidos). Está situada en el mar de Bering, en la costa oeste de la isla Adak, teniendo 1,5 km de longitud y una altitud máxima de 60 m. 
Fue bautizada con ese nombre en 1934 por la Armada de los Estados Unidos durante una expedición, por una similitud a la isla Staten de Nueva York.